# NGC 10
NGC 10 (другие обозначения — ESO 349-32, MCG −6-1-24, AM 0006-340, IRAS00060-3408, PGC 634) — спиральная галактика (Sc) в созвездии Скульптора.
Этот объект входит в число перечисленных в оригинальной редакции «Нового общего каталога».
Галактика была открыта английским астрономом Джоном Гершелем 25 сентября 1834 с помощью 18,7-дюймового телескопа-рефлектора.
Она находится на расстоянии около 300 миллионов световых лет от нас и имеет диаметр около 215 000 световых лет.
Относится к категории галактик с очень высокой светимостью (в видимом свете светимость равна 7,6×1010 L⊙, абсолютная звёздная величина −23,5m), с инфракрасным избытком и эмиссионными линиями в спектре. Внесена в каталог галактик очень высокой светимости VLG под номером 1.
22 декабря 2011 года в этой галактике была обнаружена сверхновая типа II, которая занесена в каталог как SN 2011jo.